# Hilandarski medicinski kodeks
Hilandarski medicinski kodeks je srednjovekovni rukopis u kojem su sabrani spisi evropske medicinske nauke a koji je 1952. godine u biblioteci manastira Hilandar otkrio Đorđe Sp. Radojičić. Značajan je utoliko što je to jedini do sada poznati primerak velike zbirke medicinskih spisa Salernski-monpeljeske škole napisane na starosrpskom (srpska redakcije staroslovenskog) narodnom jeziku.
Pretpostavlja se da je Hilandarski medicinski kodeks nastao u XV ili početkom XVI veka, mada su pojedini spisi znatno stariji. Autor dela nije utvrđen. Pretpostavlja se da ih je bilo više.
Posle opsežnih priprema i istraživanja 1980. godine je objavljeno fototipsko izdanje hilandarskog rukopisa sa 414 strana faksimila (sa pogovorom profesora književnosti Vase Milinčevića), a devet godina kasnije, objavljena je transkripcija rukopisa i prevod staroslovenskog teksta na savremeni srpski sa uvodnim studijama posvećenim istoriji srpske srednjovekovne medicine. Spisi Hilandarskog medicinskog kodeksa obuhvataju:
- dijagnostiku
- spise o zaraznim bolestima
- farmakološke spise
- spise o složenim lekovima
- farmakoterapiju
- spis o flebotomija
- spis iz pedijatrije
- toksikološki spis

Knjiga je snabdevena i rečnikom najvažnijih termina koji se pojavljuju u tekstu, s tim što su uporedo dati staroslovenski termini i njihovi srpski i latinski pandani.

## Spoljašnje veze
- Vaso Milinčević, Hilandarski medicinski kodeks, Narodna biblioteka SR Srbije
- Hilandarska medicinska pravila
- Anka Lalović, Srpska medicina u Srednjem veku, Zaječar